# Chirnogeni
Chirnogeni is een Roemeense gemeente in het district Constanța.
Chirnogeni telt 3439 inwoners.